# Wizards on Deck with Hannah Montana
Wizards on Deck with Hannah Montana (conocido como Hechiceros a bordo con Hannah Montana en Hispanoamérica y Los magos a bordo con Hannah Montana en España) es un crossover (cruce) entre las series Wizards of Waverly Place, The Suite Life on Deck y Hannah Montana, del mismo modo que el anterior That's So Suite Life of Hannah Montana. Es un especial que consta de tres partes, una por cada serie, donde los personajes tendrán aventuras en el S.S. Tipton.
En su estreno en Estados Unidos, el especial alcanzó la audiencia de 9,3 millones de televidentes, convirtiéndose en el especial de televisión más visto del año.

## Sinopsis

### Parte 1: «Cast-Away (To Another Show)»
Temporada 2, episodio 25 de Wizards of Waverly Place
Un Crucero (Hacia Otro Programa) es el primer episodio del especial. Justin recibe una carta diciendo que ganó el concurso para ir al S.S. Tipton, con sus familiares menores de 18 años (Alex y Max). Como Alex iba mal en ciencias, su padre le dice que solo iría si va a clases para mejorar sus notas. Ya en el crucero, Alex trae a Harper con magia y le dice que vaya a clases en lugar de ella y Alex dice que su nombre es Ashley Olsen. Justin intenta conocer a London Tipton, mientras Max compite contra Zack en retos extremos y Alex se vuelve la mejor amiga de Bailey. Alex se equivoca y dice que se llama Ashley Simpson y así la descubren.
Estrellas Invitadas
- Dylan Sprouse es Zack Martin
- Cole Sprouse es Cody Martin
- Debby Ryan es Bailey Pickett
- Brenda Song es London Tipton
- Phill Lewis es el Sr. Moseby

### Parte 2: «Double-Crossed»
Temporada 1, episodio 21 de The Suite Life on Deck
Doble Engaño es el segundo episodio del especial. Hannah Montana llega al S.S. Tipton para ir a su concierto en Honolulu. Alex empieza a hacerle bromas a Justin y él sabe que ha sido su hermana, pero el Sr. Moseby sospecha de Zack. Al mismo tiempo, Max intenta seducir a London. Mientras, Cody intenta hacerle recordar a Hannah que son amigos de Maddie Fizpatrick (de That's So Suite Life of Hannah Montana), para conseguir boletos para su concierto, para él y Bailey. Al final Bailey está muy agradecida con todo lo que hizo Cody por ella y se enamora de él, Cody se siente féliz porque su plan de conquistar a Bailey se pudo efectuar en menos del tiempo previsto (6 meses) y terminan siendo novios.
Estrellas Invitadas
- Selena Gomez es Alex Russo
- Jake T. Austin es Max Russo
- David Henrie es Justin Russo
- Miley Cyrus es Miley Stewart / Hannah Montana
- Emily Osment es Lilly Truscott / Lola Launfnaggle

### Parte 3: «Super(stitious) Girl»
Temporada 3, episodio 19 (20 en algunas plataformas) de Hannah Montana
Super supersticiosa es la tercera y última parte del especial. Mientras el S.S. Tipton está en el mar, Miley pierde su brazalete de la suerte que le dio su madre. El brazalete había quedado en una calceta de Miley. La mucama al verlo se lo muestra al Sr. Moseby y le dice que es un objeto perdido, London al verlo se lo quiere quedar porque piensa que es lindo, Moseby después de muchas insistencias se lo da, pero le dice que si el dueño lo reconoce, que lo devuelva, London dice que lo va a devolver sólo si le dan dos comprobantes de compra. Miley va a un ensayo para el concierto sin el brazalete, y todo sale mal, se le olvidan las letras y la coreografía, y la empiezan a abuchear. Después de eso, ella ve a London con su brazalete y ella se lo pide, London le dice que le dé el comprobante pero ella le dice que no lo tiene, que se lo dio su madre, y que sin el brazalete, ella no tiene buena suerte. London no se lo quiere devolver entonces Miley le dice que el diamante que tiene el brazalete es falso, por lo tanto, London lo arroja al mar. Miley no puede hacer nada para recuperarlo y piensa que ¿qué podría ser peor? Cuando llega una tormenta y el viento se lleva su peluca. Miley decide teñirse el cabello para poder cantar en el concierto, pero por un error, el cabello le queda verde. Fuera del camarote de Miley, están Bailey y Cody esperando a Hannah para desearle buena suerte con rosas para el concierto de Hawái, entonces ella les dice que no habrá concierto y que lo lamenta. Bailey se pone muy triste y se va llorando. Miley sale y viene su papá y le dice que no necesita el brazalete, que su mamá siempre va a estar en su corazón cuando ella la necesite, entonces le da una peluca de repuesto. Miley sale y ve a Bailey y a Cody sentados muy tristes y ella les dice que sí va a haber concierto, termina con el concierto de Hannah cantando "It's All Right Here".  
Estrellas Invitadas
- Cole Sprouse es Cody Martin
- Debby Ryan es Bailey Pickett
- Dylan Sprouse es Zack Martin
- Brenda Song es London Tipton
- Phill Lewis es el Sr. Moseby

## Reparto

### DeWizards of Waverly Place(parte 1 y 2)
- Selena Gomez: Alex Russo (parte 1 y 2)
- David Henrie: Justin Russo (parte 1 y 2)
- Jake T. Austin: Max Russo (parte 1 y 2)
- Maria Canals Barrera: Theresa Russo (parte 1)
- David DeLuise: Jerry Russo (parte 1)
- Jennifer Stone: Harper Finkle (parte 1)

### DeThe Suite Life on Deck(todas las partes)
- Dylan Sprouse: Zack Martin (todas las partes)
- Cole Sprouse: Cody Martin (todas las partes)
- Debby Ryan: Bailey Pickett (todas las partes)
- Brenda Song: London Tipton (todas las partes)
- Phill Lewis: Marion Moseby (todas las partes)

### DeHannah Montana(parte 2 y 3)
- Miley Cyrus: Miley Stewart / Hannah Montana (parte 2 y 3)
- Emily Osment: Lily Truscott / Lola Laufnaggle (parte 2 y 3)
- Mitchel Musso: Oliver Oken (parte 3)
- Billy Ray Cyrus: Robby Ray Stewart (parte 3)
- Jason Earles: Jackson Stewart (parte 3)
- Moises Arias: Rico Suave (parte 3)

## Doblaje al español
| Personaje                        | Actor original       | Actor de doblaje Hispanoamérica                                                                | Actor de doblaje España                                   |
| -------------------------------- | -------------------- | ---------------------------------------------------------------------------------------------- | --------------------------------------------------------- |
| Alex Russo                       | Selena Gomez         | Lupita Leal                                                                                    | Belén Rodríguez                                           |
| Justin Russo                     | David Henrie         | Arturo Castañeda                                                                               | Jorge Saudinós                                            |
| Max Russo                        | Jake T. Austin       | Rodrigo Gutiérrez                                                                              | Carlos Bautista (Parte 1)                                 |
| Max Russo                        | Jake T. Austin       | Rodrigo Gutiérrez                                                                              | Blanca Rada (Parte 2)                                     |
| Harper Finkle                    | Jennifer Stone       | Michelle Aguilera                                                                              | Olga Velasco                                              |
| Theresa Russo                    | María Canals Barrera | Simone Brook                                                                                   | Yolanda Pérez Segoviano                                   |
| Jerry Russo                      | David DeLuise        | Erick Salinas                                                                                  | Roberto Encinas                                           |
| Zack Martin                      | Dylan Sprouse        | Manuel Díaz                                                                                    | Blanca Rada (Parte 1 y 3)                                 |
| Zack Martin                      | Dylan Sprouse        | Manuel Díaz                                                                                    | Carlos Bautista (Parte 2)                                 |
| Cody Martin                      | Cole Sprouse         | Guillermo Aponte                                                                               | Miguel Rius                                               |
| London Tipton                    | Brenda Song          | Gaby Ugarte                                                                                    | Cristina Yuste                                            |
| Bailey Pickett                   | Debby Ryan           | Cynthia De Pando                                                                               | Carmen Cervantes                                          |
| Marion Mosbey                    | Phill Lewis          | Raúl Anaya                                                                                     | Juan Amador Pulido (Parte 1 y 2)                          |
| Marion Mosbey                    | Phill Lewis          | Raúl Anaya                                                                                     | Alejandro García (Parte 3)                                |
| Woody Finks                      | Matthew Timmons      | Carlos Díaz                                                                                    | Raúl Rojo                                                 |
| Miley Stewart/Hannah Montana     | Miley Cyrus          | Samantha Domínguez                                                                             | Pilar Martin                                              |
| Lilly Truscott/Lola Laufnaggle   | Emily Osment         | Mitzy Corona                                                                                   | Sara Heras                                                |
| Robby Stewart                    | Billy Ray Cyrus      | Mario Castañeda                                                                                | Juan Amador Pulido                                        |
| Jackson Stewart                  | Jason Earles         | Javier Olguín                                                                                  | Adolfo Moreno                                             |
| Oliver Oken                      | Mitchel Musso        | Abraham Vega                                                                                   | Pablo Tribaldos                                           |
| Rico Suave                       | Moises Arias         | Manuel Díaz                                                                                    | Carlos Bautista                                           |
| Estudio de Doblaje               | N/D                  | SDI Media de México de S. de R.L. de C.V. (Parte 1) Diseño en Audio S.A. de C.V. (Parte 2 y 3) | Soundub (Parte 1 y 2) Abaira (parte 3)                    |
| Director de Doblaje              | N/D                  | Enrique Cervantes (Parte 1) Francisco Colmenero (Parte 2) Arturo Mercado (Parte 3)             | Pilar Santigosa (Parte 1 y 2) Alfredo Cernuda (Parte 3)   |
| Traductor                        | N/D                  | Elena Ramírez (Parte 1) Katya Ojeda (Parte 2) César Alarcon (Parte 3)                          | Oscár López (Parte 1) ¿? (Parte 2) Sandra Pérez (Parte 3) |
| Adaptador                        | N/D                  | Elena Ramírez (Parte 1) Katya Ojeda (Parte 2) César Alarcon (Parte 3)                          | Pilar Santigosa (Parte 1 y 2) Alfredo Cernuda (Parte 3)   |
| Director Creativo                | N/D                  | Raúl Aldana                                                                                    | Raúl Aldana                                               |
| Doblaje al español producido por | N/D                  | Disney Character Voices International, Inc.                                                    | Disney Character Voices International, Inc.               |

## Estreno
| País / Región        | Canal                               | Fecha                   | Nombre de la Región                     |
| -------------------- | ----------------------------------- | ----------------------- | --------------------------------------- |
| Estados Unidos       | Disney Channel                      | 17 de julio de 2009     | Wizards on Deck With Hannah Montana     |
| Canadá               | Family Channel                      | 24 de julio de 2009     | Wizards on Deck With Hannah Montana     |
| Reino Unido          | Disney Reino Unido                  | 2 de octubre de 2009    | Wizards on Deck With Hannah Montana     |
| India                | Disney Channel India                | 1 de enero de 2010      | Wizards on Deck With Hannah Montana     |
| Alemania             | Disney Channel Alemania             | 4 de septiembre de 2009 | Die Zauberer An Bord Mit Hannah Montana |
| España               | Disney Channel España               | 14 de noviembre de 2009 | Los Magos a bordo con Hannah Montana    |
| México               | Disney Channel Latinoamérica Norte  | 12 de enero de 2010     | Hechiceros a bordo con Hannah Montana   |
| Colombia             | Disney Channel Latinoamérica Centro | 12 de enero de 2010     | Hechiceros a bordo con Hannah Montana   |
| Guatemala            | Disney Channel Latinoamérica Centro | 12 de enero de 2010     | Hechiceros a bordo con Hannah Montana   |
| El Salvador          | Disney Channel Latinoamérica Centro | 12 de enero de 2010     | Hechiceros a bordo con Hannah Montana   |
| Honduras             | Disney Channel Latinoamérica Centro | 12 de enero de 2010     | Hechiceros a bordo con Hannah Montana   |
| Costa Rica           | Disney Channel Latinoamérica Centro | 12 de enero de 2010     | Hechiceros a bordo con Hannah Montana   |
| Nicaragua            | Disney Channel Latinoamérica Centro | 12 de enero de 2010     | Hechiceros a bordo con Hannah Montana   |
| Panamá               | Disney Channel Latinoamérica Centro | 12 de enero de 2010     | Hechiceros a bordo con Hannah Montana   |
| República Dominicana | Disney Channel Latinoamérica Centro | 12 de enero de 2010     | Hechiceros a bordo con Hannah Montana   |
| Venezuela            | Disney Channel Latinoamérica Centro | 12 de enero de 2010     | Hechiceros a bordo con Hannah Montana   |
| Argentina            | Disney Channel Latinoamérica Sur    | 12 de enero de 2010     | Hechiceros a bordo con Hannah Montana   |
| Bolivia              | Disney Channel Latinoamérica Sur    | 12 de enero de 2010     | Hechiceros a bordo con Hannah Montana   |
| Perú                 | Disney Channel Latinoamérica Sur    | 12 de enero de 2010     | Hechiceros a bordo con Hannah Montana   |
| Ecuador              | Disney Channel Latinoamérica Sur    | 12 de enero de 2010     | Hechiceros a bordo con Hannah Montana   |
| Paraguay             | Disney Channel Latinoamérica Sur    | 12 de enero de 2010     | Hechiceros a bordo con Hannah Montana   |
| Chile                | Disney Channel Latinoamérica Sur    | 12 de enero de 2010     | Hechiceros a bordo con Hannah Montana   |
| Uruguay              | Disney Channel Latinoamérica Sur    | 12 de enero de 2010     | Hechiceros a bordo con Hannah Montana   |

## Tema de entrada
El tema de entreda de Wizards on Deck With Hannah Montana es un remix de los temas de entrada de las tres series y tiene un formato de Cubo de Rubik cambiando a medida que pasa la apertura y presentando a los protagonistas de cada serie; primero con Wizards of Waverly Place, luego The Suite Life on Deck y al final con Hannah Montana. Este tema dura 1.03 minutos y el cubo aparece cada vez que se va a presentar la serie a la cual pertenece cada episodio. Sin embargo en Hispanoamérica y en España no aparece esta apertura, sino que sale la apertura de la serie correspondiente, es decir no lo catalogan como un especial de Disney Channel.